# القوميون والمحافظون في إستونيا
القوميون والمحافظون في إستونيا (بالإستونية: Eesti Rahvuslased ja Konservatiivid، ERK) هو حزب محافظ وطني إستوني قيد التشكيل حاليًا. بدأ تشكيل ERK في عام 2024 في 15 يونيو في بلدة بايده، حيث قرر العديد من الأعضاء السابقين في EKRE الذين تم طردهم أو الذين غادروا بسبب صراعات داخلية البدء في تشكيل ERK. ويبدو أن الشخصيات القيادية في الحزب قيد التشكيل هي Jaak Madison، و Henn Põlluaas، و Silver Kuusik، و Jaak Valge.
وفي الوقت الحالي، برنامج الحزب ورموز الحزب في قيد الإنشاء، ومن المقرر أن ينعقد مؤتمره التأسيسي في تارتو في 29 من يونيو.

## وصلات خارجية
- موقع الحزب الرسمي